# Amblyseius bryophilus
Amblyseius bryophilus är en spindeldjursart som beskrevs av Wolfgang Karg 1970. Amblyseius bryophilus ingår i släktet Amblyseius och familjen Phytoseiidae. Inga underarter finns listade i Catalogue of Life.